# Rasa de Fontferrera
La rasa de Fontferrera és un afluent per l'esquerra de la Riera de Canalda.
Neix a 1.295 m d'altitud al Prat d'Estaques, a 60 m escassos de la carretera de Solsona a  Coll de Jou. Des de bon començament agafa la direcció E-W que mantindrà durant tot el seu recorregut. 750 m després passa per la font Ferrera que li dona nom i una mica més avall, passa a 150 m al sud de Sant Agustí d'Isanta. Desguassa a la Riera de Canalda a 852 m d'altitud.